# Andrew Form
Andrew Form (New York, 3 febbraio 1969) è un produttore cinematografico statunitense.
Cofondatore di Platinum Dunes, ha prodotto Non aprite quella porta, Amityville Horror, Venerdì 13, Nightmare, Ouija e A Quiet Place - Un posto tranquillo.
È stato sposato con l'attrice Jordana Brewster che ha conosciuto sul set di Non aprite quella porta - L'inizio. Nel 2022 ha sposato Alexandra Daddario.